# 双鱼座58
双鱼座58（58 Psc）是双鱼座的一个分光双星系统，视星等为+5.5，距离地球约283光年。